# Hypnum brachythecium
Hypnum brachythecium är en bladmossart som beskrevs av Georg Ernst Ludwig Hampe och Paul Pablo Günther Lorentz 1868. Hypnum brachythecium ingår i släktet flätmossor, och familjen Hypnaceae. Inga underarter finns listade i Catalogue of Life.